# Geo Fuchs
Geo Fuchs (Horschitz, 1856. augusztus 15. – Bécs, 1905. május 7.) osztrák nemzetközi labdarúgó-játékvezető.

## Pályafutása
Játékosként a Wiener FC 1898 alapító tagja.
A kezdeti időszakokban még nem voltak képzett bírók. A csapatok egy játékosa, vezetője, vagy szimpatizánsa, önként vállalva (felkérésre) vezette a mérkőzést (bemutató, felkészülési, egyéb). A felkérési (küldési) gyakorlat szerint rendszeres gólbírói és partbírói szolgálatot is végzett. 1899-ben a Vienna–Athleten Union nemzetközi, felkészülési klubmérkőzést vezette.
Az Osztrák labdarúgó-szövetség JB terjesztette fel nemzetközi játékvezetőnek, a Nemzetközi Labdarúgó-szövetség (FIFA) 1904-től tartotta nyilván bírói keretében. A FIFA JB központi nyelvei közül a németet beszélte.
A 2. nem hivatalos magyar–osztrák Ramblerek (nem a szövetség által összeállított válogatott) labdarúgó-válogatott mérkőzés játékbírója. A 4. hivatalos találkozó mérkőzésvezetője.
| Időpont             | Helyszín           | Mérkőzés típusa           | Mérkőzés                           | Eredmény | Nézők száma |
| ------------------- | ------------------ | ------------------------- | ---------------------------------- | -------- | ----------- |
| 1901. szeptember 8. | Cricketplatz, Bécs | 2. nem hivatalos mérkőzés | Osztrák Ramblerek–Magyar Ramblerek | 2 – 3    |             |
| 1903. október 11.   | WAC-Platz, Bécs    | 4. válogatott mérkőzés    | Ausztria–Magyarország              | 4 – 2    | 600         |

## Külső hivatkozások
- Geo Fuchs. World Referee. (Hozzáférés: 2012. március 18.)[halott link]
- Geo Fuchs. footballzz.com. (Hozzáférés: 2012. március 18.)
- Geo Fuchs. eu-football.info. (Hozzáférés: 2012. március 18.)
- Geo Fuchs. magyarfutball.hu. (Hozzáférés: 2016. augusztus 5.)